# گنشین ایمپکت
گنشین ایمپکت (به انگلیسی: Genshin Impact و به چینی: 原神) بازی ویدئویی رایگان در سبک نقش آفرینی و اکشن است که توسط می‌هویو توسعه و منتشر شده‌است. درحال حاضر، این بازی ویدئویی در اختیار هویوورس می‌باشد. این بازی دارای یک جهان باز مبتنی بر خیال‌پردازی با مکانیک بازی گاچا است. این بازی در ۲۸ سپتامبر ۲۰۲۰ برای ویندوز، پلی‌استیشن ۴، اندروید و آی‌اواس منتشر شد.

## گیم پلی
این بازی دارای یک نقشه جهان باز است که بازیکن با پیاده‌روی، کوهنوردی، شنا، پرواز کردن و سر خوردن در صورت لزوم به کاوش در آن می‌پردازد. بسیاری از اشیا و مکانهای مهم در کل نقشه پخش شده‌اند. بازیکنان می‌توانند هر بار حداکثر چهار شخصیت خود را کنترل کنند. با تکمیل تلاش‌ها برای پیشبرد داستان، بازیکن قادر است در مجموع ۵۳ شخصیت قابل پخش را باز کند. حالت چند نفره بازی با سبک مشابه در دسترس است. این بازی چندسکویی (Cross-Platform) است یعنی بازیکن‌ها می‌توانند با گوشی موبایل با دوستان خود در کامپیوتر بازی کنند و همچنین مستقل از ذخیره‌سازی(Cross-Save) است و در هر لحظه موقعیت بازیکن به همراه سایز جزئیات ذخیره خواهد شد.
در حین بازی یک شخصیت پری مانند به اسم پایمون (به انگلیسی: Paimon) شما را همراهی و راهنمایی می‌کند. هر شخصیت دارای دو مهارت جنگی منحصر به فرد است: یک مهارت معمولی و یک مهارت خاص. مهارت معمول را می‌توان در هر زمان بجز دوره خنثی سازی بلافاصله پس از استفاده، در حالی که مهارت ویژه دارای یک هزینه انرژی است، و به کاربر نیاز دارد تا ابتدا انرژی اولیه کافی را جمع کند.

### عناصر بازی

#### سلاح‌ها
پنج نوع اسلحه در بازی وجود دارد که عبارتند از:
- Bow
- Claymore
- Sword
- Polearm
- Catalyst

#### غذاها
با خوردن غذاها میزان سلامتی (HP) شخصیت بازی افزایش می‌یابد. غذاها از طریق مهارت آشپزی، خرید در فروشگاه‌ها، کشتن دشمنان بدست می‌آیند. علاوه بر افزایش میزان سلامتی، غذاها بر عوامل دیگری نیز تأثیر می‌گذارند که به‌طور کلی در چهار دسته زیر گروه‌بندی می‌شوند:
- گروه تهاجمی: با استفاده از غذاهای این گروه عواملی مثل شدت بحران(Crit Rate)، آستانه بحران (Crit DMG)، ضربه فیزیکی (Physical damage) و امتیاز حمله (Attack) تحت تأثیر قرار می‌گیرند.
- گروه دفاعی: مقاومت دفاعی (Shield Strength) و امتیاز دفاع (Defense) از عواملی هستند که تحت تأثیر این گروه قرار می‌گیرند.
- گروه استقامتی: بالارفتن، پرواز کردن و دویدن با استفاده از این گروه از غذاها تحت تأثیر قرار خواهند گرفت.
- گروه عنصری: با استفاده از این گروه از محصولات غذایی می‌توانید سرعت شارژ شدن قدرت عنصری خود را افزایش دهید.

آشپزی یکی دیگر از جنبه‌های مهم گیم پلی گنشین ایمپکت است. بازیکنان در طول ماجراجویی خود منابع زیادی را جمع می‌کنند که برخی از آنها را می‌توان با پخت‌وپز به غذا تبدیل کرد. بعضی از غذاها سلامتی شخصیت‌ها را بازسازی می‌کنند، در حالی که برخی دیگر توانایی‌های حمله یا دفاع را تقویت می‌کنند. همچنین در صورت مرگ هر یک از شخصیت‌ها فقط با استفاده از غذاها (مثلا استفاده از تخم مرغ یا گوشت کباب شده و …) می‌توان آن‌ها را زنده کرده و به بازی بازگرداند.

#### عناصر طبیعی
هفت نوع عنصر در بازی وجود دارد که شخصیت‌ها یکی از هفت عنصر طبیعی را کنترل می‌کنند که به شرح زیر می‌باشند:
Pyro = عنصر آتش
Hydro = عنصر آب
Anemo = عنصر باد
Geo = عنصر زمین
Cryo = عنصر یخ
Dendro = عنصر طبیعت
Electro = عنصر الکتریسیته
این عناصر می‌توانند از طرق مختلف با یکدیگر تعامل داشته باشند، به عنوان مثال در هر واکنش عنصری اگر حمله Hydro (آب) با حمله Cryo (یخ) دنبال شود، وضعیت منجمد شده‌ای ایجاد می‌کند، بنابراین هدف قادر به حرکت یا انجام اقدامات موقت نخواهد بود. یا مثلاً استفاده از عنصر Pyro (آتش) باعث آتش گرفتن اجسام و دشمنان می‌شود، و اگر با عنصر هوا (Anemo) ترکیب شد، سبب وسیع شدن دامنه آتش‌سوزی می‌شود.

## داستان
داستان بازی از آنجا شروع می‌شود که کارکترهای اصلی بازی که یک پسر و یک دختر هستند ناگهان در دنیایی جدید ظاهر می‌شوند و یک شخصیت منفی تلاش می‌کند که آن‌ها را نابود کند. پس از حمله شخصیت منفی، بازی از شما می‌پرسد که می‌خواهید از کدام کارکتر دفاع کنید؟ با دفاع شما از کارکتر، همان کارکتر تبدیل می‌شود به کارکتر اصلی شما و متوجه می‌شوید که پسر و دختر، در حقیقت خواهر و برادر هستند. شخصیت منفی بازی کارکتر دیگر را زندانی می‌کند و حال باید تلاش کنید که برادر/خواهر خود را نجات دهید. پس از گذشت مدتی شما شخصیت پایمون را نجات می‌دهید و با او دوست می‌شوید، در نهایت تصمیم می‌گیرید با کمک پایمون به ماجراجویی بپردازید و دنبال برادر/خواهر گمشده خود بگردید و... .

## شخصیت‌ها
می‌توان شخصیت‌ها را بر اساس شهر، نوع سلاح، جنسیت و عنصر و... دسته‌بندی کرد که در جدول زیر آمده‌ است:
| نام                    | جنسیت | عنصر    | اسلحه    | شهر       |
| ---------------------- | ----- | ------- | -------- | --------- |
| وِنتی                   | مرد   | Anemo   | Bow      | Mondstadt |
| سوکرُز                  | زن    | Anemo   | Catalyst | Mondstadt |
| روزاریا                | زن    | Cryo    | Polearm  | Mondstadt |
| رِیزِر                   | مرد   | Electro | Claymore | Mondstadt |
| نوئِل                   | زن    | Geo     | Claymore | Mondstadt |
| مونا                   | زن    | Hydro   | Catalyst | Mondstadt |
| لیزا                   | زن    | Electro | Catalyst | Mondstadt |
| کِلی                    | زن    | Pyro    | Catalyst | Mondstadt |
| کایا                   | مرد   | Cryo    | Sword    | Mondstadt |
| جین                    | زن    | Anemo   | Sword    | Mondstadt |
| فیشِل                   | زن    | Electro | Bow      | Mondstadt |
| یولا                   | زن    | Cryo    | Claymore | Mondstadt |
| دایُونا                 | زن    | Cryo    | Bow      | Mondstadt |
| دیلوک                  | مرد   | Pyro    | Claymore | Mondstadt |
| بِنِت                    | مرد   | Pyro    | Sword    | Mondstadt |
| باربارا                | زن    | Hydro   | Catalyst | Mondstadt |
| اَمبِر                   | زن    | Pyro    | Bow      | Mondstadt |
| اَلبیدو                 | مرد   | Geo     | Sword    | Mondstadt |
| ژانگلی                 | مرد   | Geo     | Polearm  | Liyue     |
| یانفِی                  | زن    | Pyro    | Catalyst | Liyue     |
| شینیان                 | زن    | Pyro    | Claymore | Liyue     |
| سینگچو                 | مرد   | Hydro   | Sword    | Liyue     |
| شیائو                  | مرد   | Anemo   | Polearm  | Liyue     |
| شیانگلینگ              | زن    | Pyro    | Polearm  | Liyue     |
| چیچی                   | زن    | Cryo    | Sword    | Liyue     |
| نینگ‌گوانگ              | زن    | Geo     | Catalyst | Liyue     |
| کِچینگ                  | زن    | Electro | Sword    | Liyue     |
| هو تائو                | زن    | Pyro    | Polearm  | Liyue     |
| گانیو                  | زن    | Cryo    | Bow      | Liyue     |
| چونگیون                | مرد   | Cryo    | Claymore | Liyue     |
| بِیدو                   | زن    | Electro | Claymore | Liyue     |
| رایدِن شوگِن             | زن    | Electro | Polearm  | Inazuma   |
| سایو                   | زن    | Anemo   | Claymore | Inazuma   |
| کامیساتو آیاکا         | زن    | Cryo    | Sword    | Inazuma   |
| کائِدِراها کازوها        | مرد   | Anemo   | Sword    | Inazuma   |
| سانگونومیا کوکومی      | زن    | Hydro   | Catalyst | Inazuma   |
| گورو                   | مرد   | Geo     | Bow      | Inazuma   |
| کوجو سارا              | زن    | Electro | Bow      | Inazuma   |
| توما                   | مرد   | Pyro    | Polearm  | Inazuma   |
| شیکانوین هِیزو          | مرد   | Anemo   | Catalyst | Inazuma   |
| آراتاکی ایتو           | مرد   | Geo     | Claymore | Inazuma   |
| یائِه میکو              | زن    | Electro | Catalyst | Inazuma   |
| کوکی شینوبو            | زن    | Electro | Sword    | Inazuma   |
| کامیساتو آیاتو         | مرد   | Hydro   | Sword    | Inazuma   |
| یویمیا                 | زن    | Pyro    | Bow      | Inazum    |
| تایناری                | مرد   | Dendro  | Bow      | Sumeru    |
| کالِی                   | زن    | Dendro  | Bow      | Sumeru    |
| دُری                    | زن    | Dendro  | Claymore | Sumeru    |
| دیا                    | زن    | Pyro    | Claymore | Sumeru    |
| تارتگلیا "چایلد"       | مرد   | Hydro   | Bow      | Snezhnaya |
| یلان                   | زن    | Hydro   | Bow      | Liyue     |
| لومین(شخصیت دختر اصلی) | زن    | متغیر   | Sword    | نامشخص    |
| ایتر(شخصیت پسر اصلی)   | مرد   | متغیر   | Sword    | نامشخص    |

## توسعه
می‌هویو اعلام کرد که کار در یک پروژه جدید را با استفاده از موتور بازی یونیتی در پایان ژانویه ۲۰۱۷، سه ماه پس از انتشار اولیه هونکای ایمپکت انجام داده‌است. این شرکت قصد خود را برای پروژه جدید تقویت توانایی تحقیق و توسعه شرکت و تولید بازی‌های با کیفیت بالاتر اعلام کرد. پروژه مورد بحث گنشین ایمپکت بود.

## بازخورد و فروش
| گردآورنده | امتیاز                             |
| --------- | ---------------------------------- |
| متاکریتیک | iOS: 83/100 PC: 84/100 PS4: 80/100 |

| ناشر                     | امتیاز  |
| ------------------------ | ------- |
| دستراکتید                | 7.5/10  |
| گیم اینفورمر             | 9.25/10 |
| گیم‌اسپات                 | 7/10    |
| هاردکور گیمر             | 4/5     |
| آی‌جی‌ان                   | 9/10    |
| Jeuxvideo.com            | 15/20   |
| پی‌سی گیمر (ایالات متحده) | 84/100  |
| پاکت گیمر                | [ ۲۰ ]  |

قبل از انتشار، این بازی ۲۱٫۳ میلیون پیش ثبت نام داشت - از این تعداد، ۱۶ میلیون مربوط به چین بود. به گفته متخصصان صنعت بازی‌های ویدیویی، گنشین ایمپکت بزرگترین نسخه بین‌المللی یک بازی ویدیویی چینی بود.
این بازی در پلتفرم‌های موبایل پس از یک هفته ۲۳ میلیون بار دانلود شد و تقریباً ۶۰ میلیون دلار درآمد داشت. پس از دو هفته از انتشار بازی درآمد آن به ۱۰۰ میلیون دلار رسید و هزینه توسعه و بازاریابی خود را کاملاً جبران کرد. عملکرد قدرتمند بازی بخاطر بالاترین رشد بازی در دنیا، تا ماه اکتبر ۲۰۲۰ (برابر مهرماه ۱۳۹۹) ادامه داشت. بیشترین درآمد نسخه موبایل گنشین ایمپکت از چین، ژاپن، کره جنوبی و ایالات متحده بوده که ۶۹٪ آن از خارج از خود چین تأمین می‌شود. در تاریخ آمریکا، انتشار این بازی بزرگترین اجرای یک بازی نقش آفرینی در تلفن همراه بود. گنشین ایمپکت پس از دو ماه ۳۹۳ میلیون دلار و تا آخر مارس ۲۰۲۰ (برابر اسفند ۱۳۹۸) بالای یک میلیارد دلار بدست آورد. جایگاه سومین درآمد از بازی موبایل در آن بازه زمانی پس از Honor of Kings و پابجی موبایل به گنشین ایمپکت تعلق گرفت و آن را به یکی از پردرآمدترین بازی‌های موبایل در تمام دوران‌ها تبدیل کرد عنوان و سریع‌ترین رشد بازی را در گوگل پلی و اپ استور (آی‌اواس) از آن خود کرد.